# 사향땃쥐속
사향땃쥐속(Suncus)은 땃쥐과에 속하는 포유류 속의 하나이다. 18종을 포함하고 있다.

## 하위 종
- 타이타땃쥐 (S. aequatorius)
- 검은땃쥐 (S. ater)
- 데이땃쥐 (Suncus dayi)
- 에트루리아땃쥐 또는 사비왜소땃쥐 (S. etruscus)
- 스리랑카땃쥐 (S. fellowesgordoni)
- 보르네오피그미땃쥐 (S. hosei)
- 꼬마땃쥐 (Suncus infinitesimus)
- 큰드워프땃쥐 (Suncus lixus)
- 마다가스카르땃쥐 또는 마다가스카르피그미땃쥐 (S. madagascariensis)
- 말레이피그미땃쥐 (S. malayanus)
- 클라이밍땃쥐 (Suncus megalura)
- 플로레스땃쥐 (Suncus mertensi)
- 아시아고지대땃쥐 (Suncus montanus)
- 사향땃쥐 또는 집땃쥐, 아시아집땃쥐 (S. murinus)
- 레미피그미땃쥐 또는 가봉드워프땃쥐 (S. remyi)
- 앤더슨땃쥐 (S. stoliczkanus)
- 작은드워프땃쥐 (Suncus varilla)
- 정글땃쥐 (S. zeylanicus)